# Кондрат (имя)
Кондра́т (Кондра́тий, др.-рус. Ко́ндратъ) — мужское русское имя, производное от латинского имени Кодрат (лат. Quadratus). Например, известен апостол Кодрат Афинский (греч. Κοδράτος; лат. Quadratus Atheniensis) и мученик III века Кодрат Никомидийский. Вместе с тем, на формирование слова могло оказать греческое имя Кодр (ср. Кодр — легендарный аттический царь)

Уменьшительное — Кондрашка, которое иногда используется для эвфемизма апоплексического удара, внезапной смерти или паралича («хватил Кондрашка»).

## Примеры использования имени Кондрат
Глупый, глупый Кондрат!

Он один и шагал в Ленинград.

А ребята с лукошками,

С мышами и кошками

Шли навстречу ему —

В КостромуК. И. Чуковский

## Известные носители

### Кондрат
- Кондрат — новгородский тысяцкий в 1264—1268 годах.
- Кондрат Крапива — белорусский поэт XX века.

### Кондратий
- Тонус, Кондратий фон
- Булавин, Кондратий Афанасьевич
- Рылеев, Кондратий Фёдорович

## Производные фамилии
От имени Кондрат производны русские фамилии Кондратов и Кондратьев, украинские фамилии Кондратенко и Кондратюк, а также белорусские Кондратович и Кондратчик.